# Высыповцы
Высыповцы (укр. Висипівці) — село в Озёрнянской сельской общине Тернопольского района Тернопольской области Украины.
До 2020 года входило в Зборовский район.
Код КОАТУУ — 6122681601. Население по переписи 2001 года составляло 297 человек.

## Географическое положение
Село Высыповцы находится на берегу реки Нестеровка,
выше по течению на расстоянии в 0,5 км расположено село Кокутковцы,
ниже по течению примыкает село Серединцы.

## История
- 1785 год — дата основания.

## Объекты социальной сферы
- Школа.
- Клуб.
- Фельдшерско-акушерский пункт.

## Достопримечательности
- Братская могила советских воинов.